# スカパー!MLBライブ
スカパー!MLBライブは、スカパーJSATが配信するメジャーリーグベースボール中継番組。スカチャン（スカパー!はスカパー・ブロードキャスティング、スカパー!e2はマルチチャンネルエンターテイメント（現スカパー・エンターテイメント））で放送されていた。
MLBのCS放映権は、パーフェクTV!（現スカパー!）が開局した1996年から1999年まではペイ・パー・ビュー・ジャパン（現スカパー・ブロードキャスティング）が放送担当、2000年から2008年まではスカイパーフェクト・コミュニケーションズ（スカパー、現スカパーJSAT）が放送担当。「スカパー!MLBライブ」のタイトルが付くようになったのは2004年からであるが、2003年以前についても今項目で合わせて述べる。

## 概要

### 1996-2003年
1996年プレーオフ（ワールドシリーズは除く）よりパーフェクTV!（現・スカパー!）のパーフェクト チョイス（現スカチャン）で放送開始。1997年より、レギュラーシーズンからプレーオフ（ワールドシリーズは除く）まで放送。
1997年
- 視聴方法・料金：レギュラーシーズン364試合一括視聴 91000円。各リーグパック182試合 54600円。週末パック104試合 31200円。チームパック 試合数×400円。プレイオフパック 8400円。1試合 500円。
- 放送体制：原則1日2試合生中継。ゴールデンタイムに1試合を再放送。レギュラーシーズン364試合を予定通り放送した。同年プレーオフから日本語トークを開始。

1998年
- 視聴方法・料金：レギュラーシーズン364試合一括視聴 30000円。ウィークエンドチケット（土日の試合のみ一括視聴） 18000円、後半戦チケット一括視聴 15000円、プレーオフチケット 8400円。1試合 500円。
- 放送体制
  - レギュラーシーズン：原則1日2試合生中継。ゴールデンタイムに1試合を再放送。金・土・日・月・祝日は日本語トーク付き。
  - プレーオフ：全試合放送、日本語トーク付き。

1997年から1998年までは放送要望や放送問い合わせなどのフリーダイヤル電話窓口「MLBホットライン」が存在した。
1999年
- 視聴方法・料金：レギュラーシーズン一括視聴 15000円。レギュラーシーズン分割払い月ごとチケット 3000円（プロ野球セット加入者は月額600円）。ホリデーチケット（土日・祝日の試合のみ一括視聴） 10000円。後半戦チケット一括視聴 8000円。プレーオフチケット 7800円。1試合 500円。
- 放送体制
  - レギュラーシーズン：約300試合ほど放送、再放送なし。原則平日は1日1試合生中継で放送（2試合目を放送する場合は大半は録画中継にて放送）。土日・祝日は1日2試合放送（2試合目は生中継か録画中継）。土日・祝日は日本語トーク付き。
  - プレーオフ：全試合放送、日本語トーク付き。再放送なし。

2000年
- 視聴方法・料金：シーズンチケット（プレーオフも含む）一括 25000円。レギュラーシーズン分割払い月ごとチケット 3000円。プレーオフチケット 9800円
- 放送体制
  - レギュラーシーズン：約200試合ほど放送、再放送なし。原則平日は1日1試合生中継で放送。土日・祝日は1日2試合放送（2試合目は生中継か録画中継）。土日・祝日は日本語トーク付き。
  - プレーオフ：全試合放送、日本語トーク付き。再放送なし。

2001年
- 視聴方法・料金：シーズンチケット（プレーオフも含む）一括 25000円　レギュラーシーズン分割払い月ごとチケット 3000円。シアトルチケット（59試合） 9800円。メッツチケット（50試合） 7800円。ヤンキースチケット（42試合） 6800円。ボストンチケット（27試合） 4500円。プレーオフチケット 9800円。
- 放送体制
  - レギュラーシーズン：239試合放送、再放送なし。原則平日は1日1試合生中継で放送。　土日・祝日は1日2試合放送（2試合目は生中継か録画中継）。土日・祝日は日本語トーク付き。
  - プレーオフは全試合放送、日本語トーク付き。再放送なし。

2002年
- 視聴方法・料金：シーズンチケット（プレーオフも含む）一括 25000円　レギュラーシーズン分割払い月ごとチケット 3000円。シアトルチケット（55試合） 9400円。ジャイアンツチケット（50試合）8500円。プレーオフチケット 9800円。
- 放送体制
  - レギュラーシーズン：283試合放送、再放送なし。原則平日は1日1試合生中継で放送（2試合目を放送する場合は大半は録画中継にて放送）。土日・祝日は1日2試合放送（2試合目は生中継か録画中継）。土日・祝日は日本語トーク付き。
  - プレーオフ：全試合放送、日本語トーク付き。再放送なし。

2003年
- 視聴方法・料金：シーズンチケット（プレーオフも含む）一括 18000円。マンスリーチケット（月ごと） 1800円。プレーオフチケット 9800円　1試合 1050円。
- 放送体制
  - レギュラーシーズン：280試合ほど放送、再放送なし。原則平日は1日1試合生中継で放送（2試合目を放送する場合は大半は録画中継にて放送）。土日・祝日は1日2試合放送（土日・祝日は2チャンネルを使って2試合を生中継で放送）。土日・祝日は日本語トーク付き。
  - プレーオフ：全試合放送、日本語トーク付き。1試合を夜に再放送。

### 2004-2008年
2004年から念願のワールドシリーズを録画放送ではあるが、スカパー!での放送が実現。さらにこの年から視聴料金を大幅値下げ、今までのシーズンチケット制（一括払い）を廃止し、月額制にして月額2100円でワールドシリーズ（オールスターゲームは除く）まで視聴できるようになった。
- 視聴方法：スカパー!MLBライブ月額2100円　1試合1050円。
- 放送体制：オープン戦からワールドシリーズ（オールスターゲームは除く）まで約500試合以上放送。レギュラーシーズンは原則1日3試合生中継。プレーオフは全試合生中継。ワールドシリーズは同日録画放送。ゴールデンタイムに2試合を再放送。全試合日本語トーク付き。シーズンオフには今シーズンの中から厳選した試合をアンコール放送。

2005年シーズンからはスカイパーフェクTV!110（現・スカパー!e2）においても放送を始めた。2007年は全30球団の主催試合を580試合以上中継しており、原則3試合生中継はもちろんゴールデンタイムに再放送も充実している。2008年も例年通り、日本でナンバーワンの放送試合数を誇った。
スカパー!では、試合を視聴するには試合ごとに購入（1050円）するか、月額契約（2100円）となる。日本のプロ野球セットを加入していると月額契約（1050円）で視聴可能。
スカパー!e2では、月額契約（2000円）で視聴できるが、毎日1試合は生中継で見ることができ、ハイビジョンで楽しむこともできる。試合ごとの購入とプロ野球セットとの割引は行っていない。
2008シーズンは、月1回無料放送の関連番組「レッド吉田☆磯山さやか　みんなのMLB」も放送していた。
2008年12月でMLBとの放送権取得期間が終了するのに伴い、2008年12月31日をもってスカパー!・スカパー!e2でのMLB中継は終了。13年間の歴史に幕を閉じた。また、月額契約である「スカパー！MLBライブ」（スカパー!）・「MLBセレクション」（スカパー!e2）とスカパー!での試合毎のペイパービュー販売については、2008年ワールドシリーズ フィリーズvsレイズ第5戦をもって販売終了した。

## 解説
- 上田龍
- 牛込惟浩
- 太田眞一
- 大冨真一郎
- 神尾義弘（実況も担当）
- 菊田康彦
- 小島克典
- 椎葉努
- 武方浩紀
- 出村義和
- 豊浦彰太郎
- 蛭間豊章
- 藤澤文洋
- 松林善一

## 実況
- アキ猪瀬（解説も担当）
- 石川顕（2004年～2007年まで担当）
- 上野晃
- 加藤じろう
- 近藤祐司
- 節丸裕一
- 高瀬有紀子（1998年～2007年まで担当）
- 吉本靖
- 渡邉直樹

## PPV以外のCS放送での中継
J SPORTSが2006年・2007年の2シーズンに、主としてJ sports Plusにてスカパー!で放送したレギュラーシーズンの試合のみを毎週月曜日の夕方に1試合再放送していた。J SPORTSは2009年にMLBの衛星放映権（CS独占、BS非独占）を獲得、同年6月2日より放送を開始した。
また、2007年にはモバイル放送（モバHO!）がモバイル放送権を獲得、「チャンネルONE」で映像協力・スカパー!としてスカパー!MLBライブのうち毎日1試合（2007年4月～2008年10月）、「モバイル.n」で映像協力・NHKとしてBS1のメジャーリーグ中継のうち週1回～月2回程度（2007年9月～2008年9月）サイマル放送されていた。